# Fernando Hernández Sánchez
Fernando Hernández Sánchez (Madrid, 1961) es un historiador español, especializado en el estudio de la guerra civil española y el Partido Comunista de España y profesor de la Universidad Autónoma de Madrid.
Es autor de obras como Comunistas sin partido: Jesús Hernández, ministro en la Guerra Civil, disidente en el exilio (Raíces, 2007), sobre el político comunista Jesús Hernández Tomás; Guerra o revolución. El partido comunista de España en la Guerra Civil (Crítica, 2010); El desplome de la República (Crítica, 2010), junto a Ángel Viñas, complemento a la trilogía de obras sobre la Segunda República de este último; y Los años de plomo. La reconstrucción del PCE bajo el primer franquismo (1939-1953) (Crítica, 2015).